# Franz Richter
Franz Richter (Praga, 19 de novembro de 1872 — São Paulo, 6 de abril de 1964), também conhecido como Franta Richter e Francisco Richter, foi um pintor, ilustrador e litógrafo checo radicado no Brasil. Em 1888, formou-se em desenho litográfico na Escola de Artes e Ofícios de Praga. Apesar disso, foi no Tirol que teve certeza da escolha de sua carreira profissional, onde também cumpriu serviço militar. Para além da base teórica de sua formação, muitas de suas aptidões na área artística, como a técnica de aplicação de pintura e desenho nas artes gráficas, foram adquiridas por meio de estudo in loco, em uma gráfica.
Em 1913, encantado pelos trópicos e atraído pelo campo gráfico-editorial recém-criado no Brasil, Richter fixou residência no país. Pouco tempo depois, foi contratado pelos irmãos Weiszflog para trabalhar na Companhia Melhoramentos de São Paulo, pois enxergaram nele grande potencial como ilustrador.
Nessa carreira, juntamente com Arnaldo de Oliveira Barreto, teve papel determinante no desenvolvimento da literatura infantil brasileira. Integrados à coleção Coleção Biblioteca Infantil Melhoramentos, surgiram os primeiros livros para o público infantil e juvenil, cujas ilustrações são na maioria de Richter. O patinho feio foi a primeira obra dessa coleção e pioneira no uso de ilustrações com quatro cores no mercado editorial brasileiro, em 1915 uma "revolução gráfica".  Além disso, ilustrou alguns livros didáticos, volumes para Encanto e verdade, de Thales Andrade, e outras obras de autores nacionais. Sua atuação na Companhia Melhoramentos de São Paulo durou até a década de 1940.
Além das ilustrações, a produção artística de Richter também compôs o acervo do  Museu do Ipiranga. São oito obras feitas pelo artista,[carece de fontes?] sendo três delas inspiradas em desenhos de Hercule Florence e encomendadas por Afonso d’Escragnolle Taunay, então diretor da instituição, em função tanto das comemorações do 1° Centenário da Independência como do cinquentenário do Museu.
Richter foi considerado um desenhista primaz, alguém cuja técnica permitia ter domínio completo da aquarela e do nanquim. O artista faleceu aos 91 anos, deixando sua esposa, Maria Richter, e sua filha, Inês Bukvar. Seu corpo foi enterrado no Cemitério Campo Grande, em São Paulo.

## Lista de pinturas
| Título                                                                       | Data      | Material           | Coleção                                             | Referência     |
| ---------------------------------------------------------------------------- | --------- | ------------------ | --------------------------------------------------- | -------------- |
| Mineração                                                                    | século XX | linho tinta a óleo | Coleção Museu Paulista Coleção Fundo Museu Paulista | jgEXXN99NBm8Bw |
| Cortejo Nupcial de Fazendeiros, 1825                                         | século XX | tinta a óleo       | Coleção Museu Paulista Coleção Fundo Museu Paulista | ZgFoGZW7_5aYxw |
| Rodeios de tropa - Sorocaba, 1832                                            | século XX | tinta a óleo       | Coleção Museu Paulista Coleção Fundo Museu Paulista | DQH-j8A87z35bA |
| Fabrica de Farinha, 1837                                                     | século XX | tinta a óleo       | Coleção Museu Paulista Coleção Fundo Museu Paulista | pgE8-yL7ZN6UFw |
| Cavalhadas em Campinas, 1850                                                 | século XX | tinta a óleo       | Coleção Museu Paulista Coleção Fundo Museu Paulista | UgHUP0rp7pChew |
| Pouso de Tropeiros, 1826                                                     | século XX | tinta a óleo       | Coleção Museu Paulista Coleção Fundo Museu Paulista | nAHavqSuOvYAzQ |
| Frei Gaspar da Madre de Deus, seu irmão Frei Miguel e seu primo Pedro Taques | século XX | tinta a óleo       | Coleção Museu Paulista Coleção Fundo Museu Paulista | IwFVhQLFJdoHYw |
| Pouso de Tropeiros em Cubatão,1826                                           | século XX | tinta a óleo       | Coleção Museu Paulista Coleção Fundo Museu Paulista | kgEUJiFtlNlQpg |